# Taejongdae

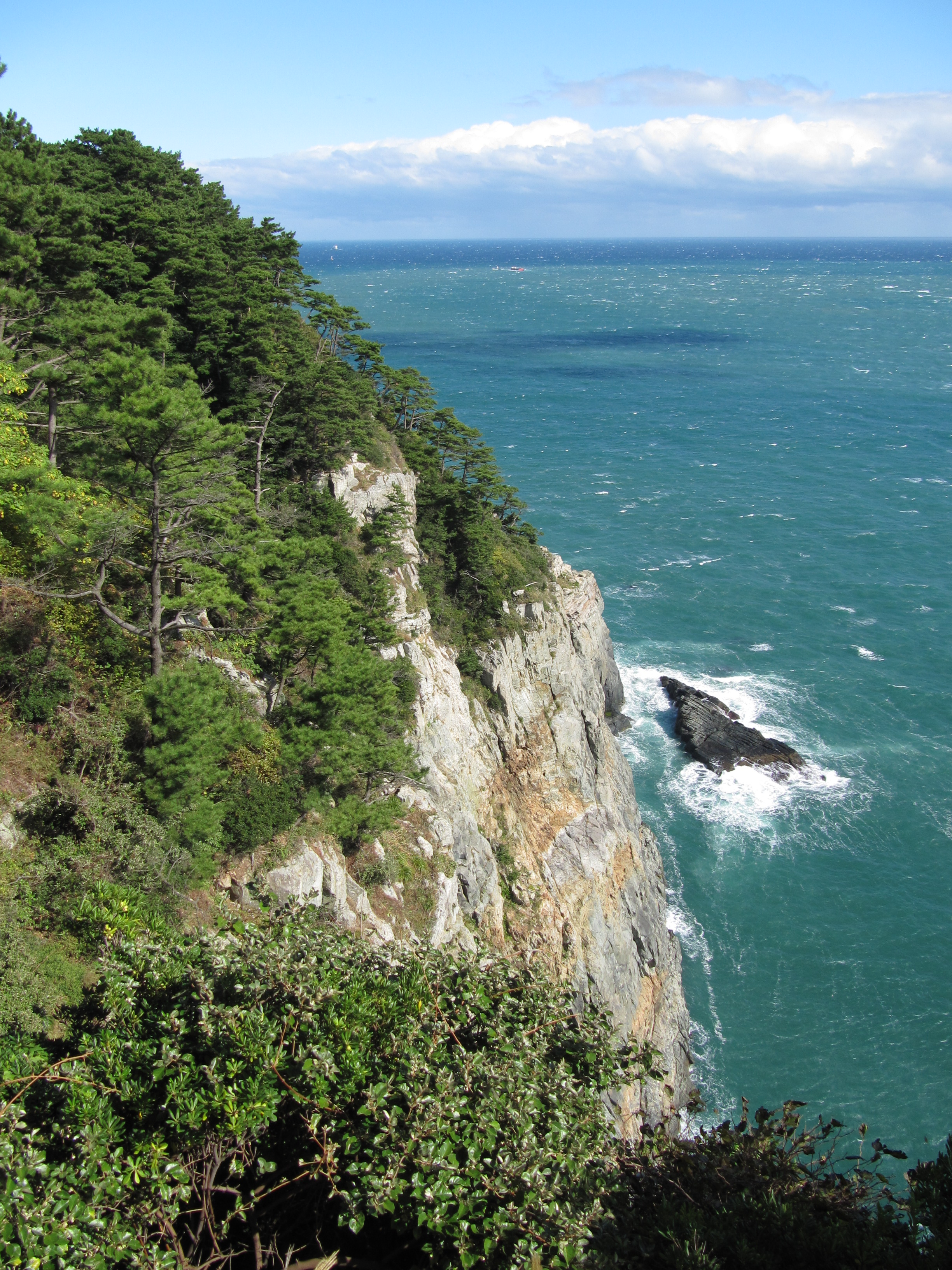
Kust van Taejongdae

Taejongdae is een natuurpark in de Zuid-Koreaanse stad Busan. Het is gelegen op het meest zuidelijke deel van het eiland dat is gelegen in het stadsdeel Yeongdo-gu. Vanuit het park zijn er fraaie doorkijken naar de kust met haar kliffen en de open zee. Er staat een vuurtoren op het meest zuidelijke punt.
De naam zou afkomstig zijn van koning Taejong Muyeol, de 29e koning van het Sillakoninkrijk.

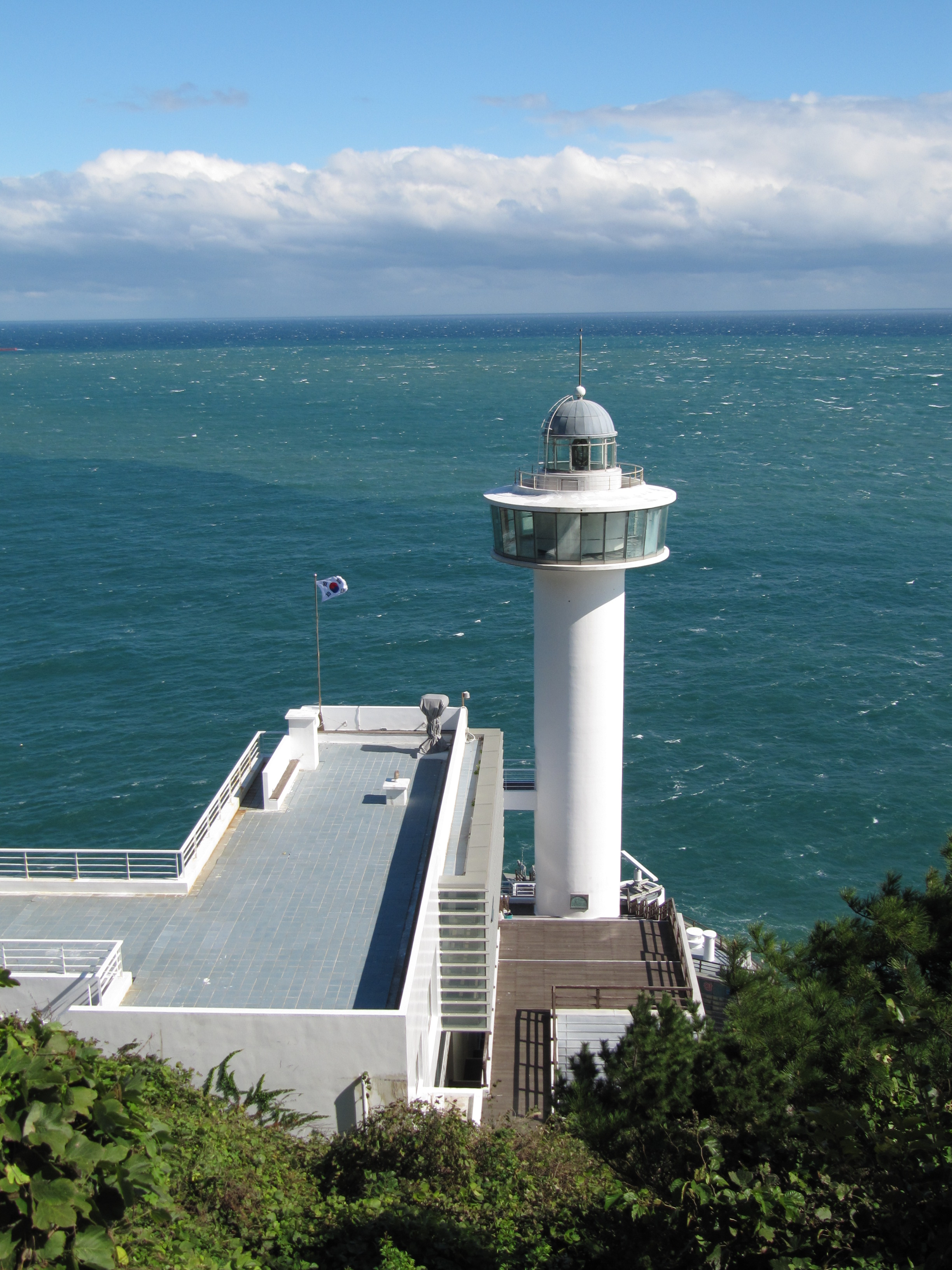
Vuurtoren
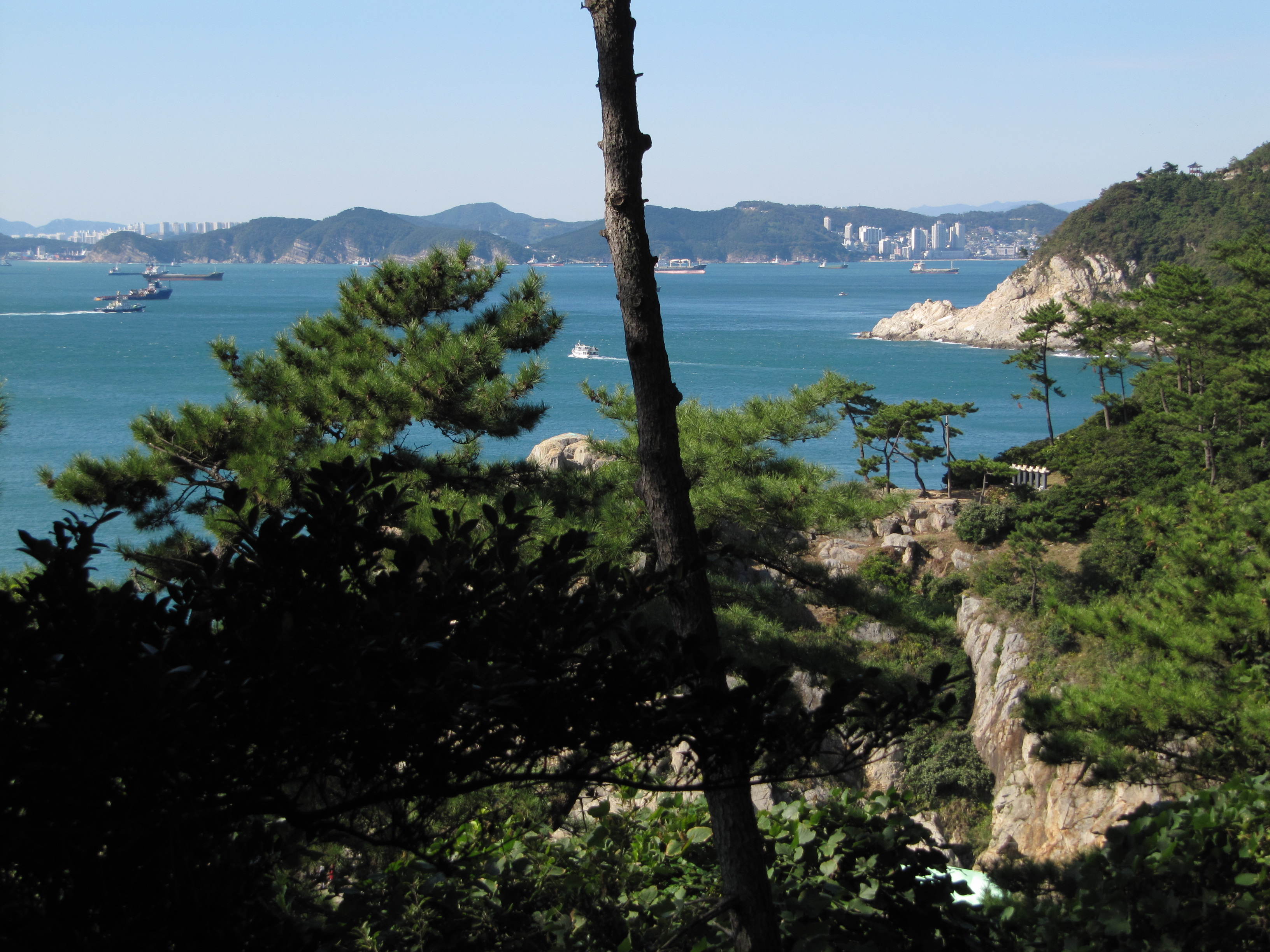
Doorkijkje richting stad